# پیاده‌نظام مکانیزه

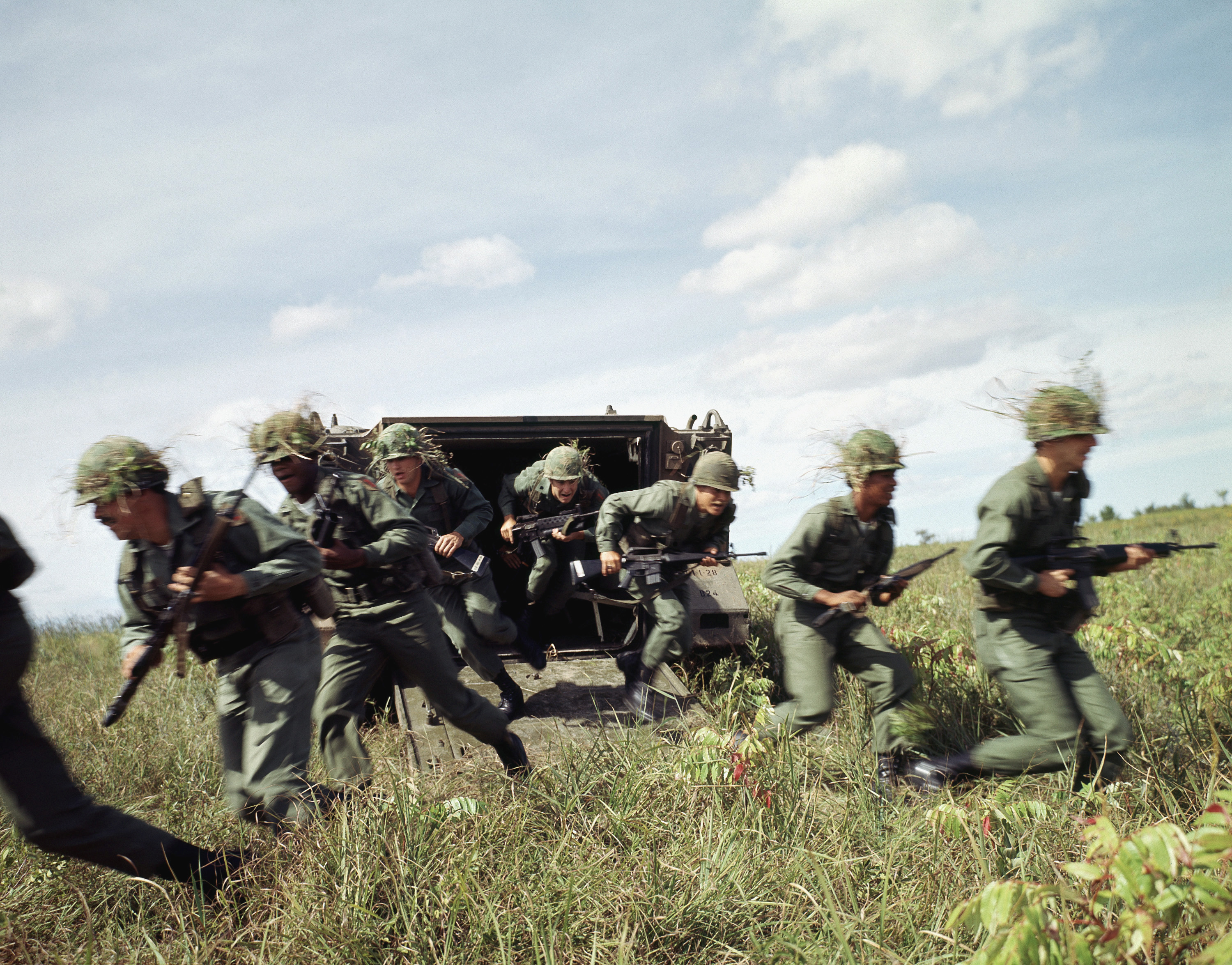
پیاده شدن سربازان آمریکایی از نفربر ام۱۱۳

پیاده‌نظام مکانیزه به پیاده‌نظامی گفته می‌شود که از نفربر زرهی یا خودرو جنگی پیاده‌نظام برای جابجایی و نبرد با دشمن استفاده می‌کند. تفاوت پیاده‌نظام مکانیزه با پیاده‌نظام موتوریزه در این است که دومی از خودروهای معمولی مثل کامیون‌ها و جیپ برای حمل‌ونقل استفاده می‌کنند اما پیاده‌نظام مکانیزه از خودروهایی برخوردار است که تا حدی آنها را در مقابل آتش دشمن حفاظت می‌کند.
بیشتر نفربرها و خودروهای جنگی پیاده‌نظام با شنی حرکت می‌کنند یا تمام چرخ محرک (۶x۶ یا ۸x ۸) هستند تا تحرک خوبی در ناهمواری‌ها داشته باشند. در برخی ارتش‌ها بین پیاده‌نظام مکانیزه و زرهی تفاوت گذاشته و پیاده‌نظامی را که با خودروهای جنگی پیاده‌نظام جابجا می‌شوند پیاده‌نظام زرهی می‌نامند.
سلاح‌های حمایتی پیاده‌نظام نیز با خودرو جابجا می‌شود یا به شکل خودکششی به صورت خودرو ساخته شده‌اند تا بتواند همراه با پیاده‌نظام در صحنهٔ جنگ حرکت کند. در اغلب موارد در این واحدها سلاح‌های حمایتی مثل تیربارها، توپ‌های مسلسل، توپ‌های جنگی کالیبر پایین و موشک‌های ضدتانک به طور مستقیم در داخل همان خودروهای حمل‌ونقل پیاده‌نظام یعنی نفربرها یا خودرو جنگی پیاده‌نظام نصب شده‌است.